# Ragazzi del '99
(Armando Diaz)

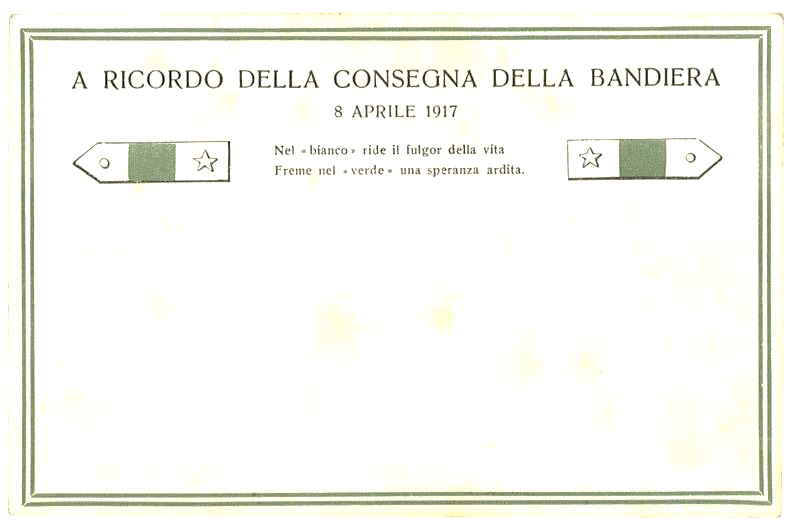
Cartolina militare a ricordo della consegna della bandiera al 257º reggimento della Brigata Tortona, avvenuto l'8 aprile 1917

I ragazzi del '99 furono i coscritti di leva italiani che, nel 1917, al compimento dei diciotto anni, furono mandati in prima linea sui campi di battaglia della prima guerra mondiale.

## Storia

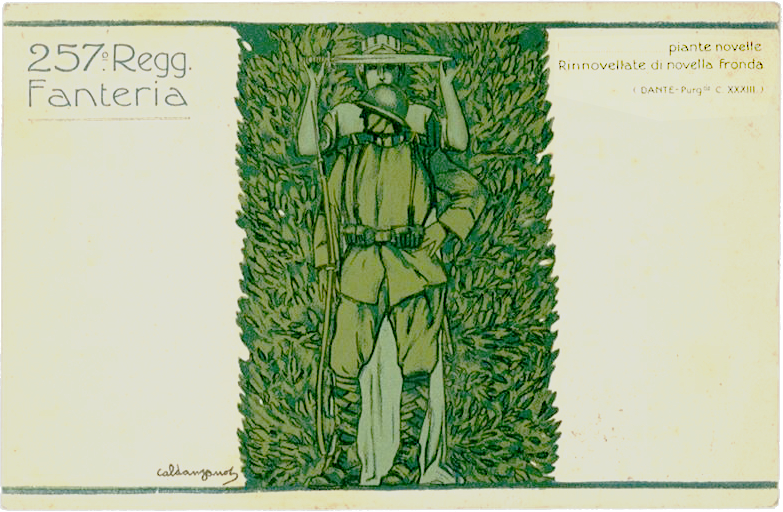
Cartolina militare del 257º reggimento (Brigata Tortona) che enfatizza la giovane età dei militari con un passo del Purgatorio: piante novelle. di novella fronda.

Furono precettati quando non avevano ancora compiuto diciotto anni. I primi contingenti italiani, 80 000 circa, furono chiamati nei primi quattro mesi del 1917 e, frettolosamente istruiti, vennero inquadrati in battaglioni di milizia territoriale. Alla fine di maggio furono chiamati altri 180 000 ed altri ancora, ma in minor numero, nel mese di luglio. Ma i primi ragazzi del 1899 furono inviati al fronte solo nel novembre del 1917, nei giorni successivi alla battaglia di Caporetto. Il loro apporto, unito all'esperienza dei veterani, si dimostrò fondamentale per gli esiti della guerra.
Le giovanissime reclute appena diciottenni del 1899 sono da ricordare in quanto nella prima guerra mondiale, dopo la battaglia di Caporetto (24 ottobre 1917), in un momento di gravissima crisi per l'Italia e per il Regio Esercito, rinsaldarono le file sul Piave, del Grappa e del Montello, permettendo al Regno la controffensiva nel 1918 a un anno esatto da Caporetto con la battaglia di Vittorio Veneto e quindi la firma dell'armistizio di Villa Giusti da parte dell'Austria-Ungheria. A partire dal primo dopoguerra, il termine "ragazzi del '99" si radicò ampiamente nella storiografia e nella pubblicistica italiana da entrare nell'uso comune per riferirsi a tutti i militari nati nel 1899.

## Riconoscimenti
Non esistono dati certi sui soldati caduti sul campo di battaglia o decorati, ma il ricordo di questi giovanissimi combattenti sopravvive nella memoria popolare: a Nervesa della Battaglia un'osteria è intitolata ai ragazzi del '99 e vi è anche un piccolo quartiere di Santa Croce del Montello definito "città dei ragazzi del '99". Via "ragazzi del '99", testimonia a Milano la targa affissa sul muro di un edificio sul lato orientale di piazza San Fedele dietro Palazzo Marino, a un passo dalla Galleria, a Gorizia è stato dedicato ai "ragazzi del '99" un viadotto e a Genova, nel quartiere di Sturla, esiste una piazza chiamata appunto "piazza ragazzi del '99".
In molte città italiane vi sono inoltre vie o piazze dedicate alla loro memoria.
Ai ragazzi del '99 si riferiscono numerosi canti nati dopo Caporetto tra i giovani del fronte ed ancora oggi conosciuti.
m'han chiamato m'han chiamato a militar.
e sul fronte m'han mandato.
m'han mandato m'han mandato a sparar.
Combattendo tra le bombe. 
ad un tratto ad un tratto mi fermò.
una palla luccicante.
nel mio petto nel mio petto penetrò.
Quattro amici lì vicino.
mi portaron mi portaron all'ospedal.
ed il medico mi disse.
non c'è nulla non c'è nulla da sperar.
Croce Rossa Croce Rossa.
per favore, per piacer, per carità.
date un bacio alla mia mamma.
e alla bandiera, alla bandiera tricolor.
date un bacio alla mia mamma.
e la bandierà tricolor trionferà, trionferà.»
Nel 1999 le Poste Italiane hanno dedicato un francobollo per il centenario dei "ragazzi del '99".
Il "ragazzo del '99" più longevo fu Alberto Agazzi, nato a Piacenza il 30 gennaio 1899, che morì a 108 anni ad Alseno il 13 aprile 2007.
L’ultimo “ragazzo del ’99” è stato Giovanni Antonio Carta, nato a Mores (Sassari) il 28 dicembre 1899 e lì deceduto il 6 giugno 2007, caporalmaggiore del 151º Reggimento Fanteria della “Sassari”.

### Encomio
I Ragazzi del '99 ebbero il seguente Encomio dell'Esercito (come Ordine del Giorno dell'Esercito da diramare fino ai Comandi di Plotone) da parte del Comando supremo militare italiano del Regio Esercito Italiano (citato sul Bollettino Militare del 22 novembre 1917):
Per effetto del Regio Decreto del 9 luglio 1923, con Circolare nº 639 dell'8 novembre 1923, l'Encomio dell'Esercito si commutò in una Croce al Valor Militare.

### Cittadinanze onorarie
I Comuni di:
- Bassano del Grappa;
- Fossalta di Piave;[7]
- Mede;[8]
- Moriago della Battaglia;
- Nervesa della Battaglia;[9]
- Treviso;[10]
- Vittorio Veneto;[11]

hanno nel corso degli anni tributato la cittadinanza onoraria ai Ragazzi del '99.

#### Comune di Fossalta di Piave

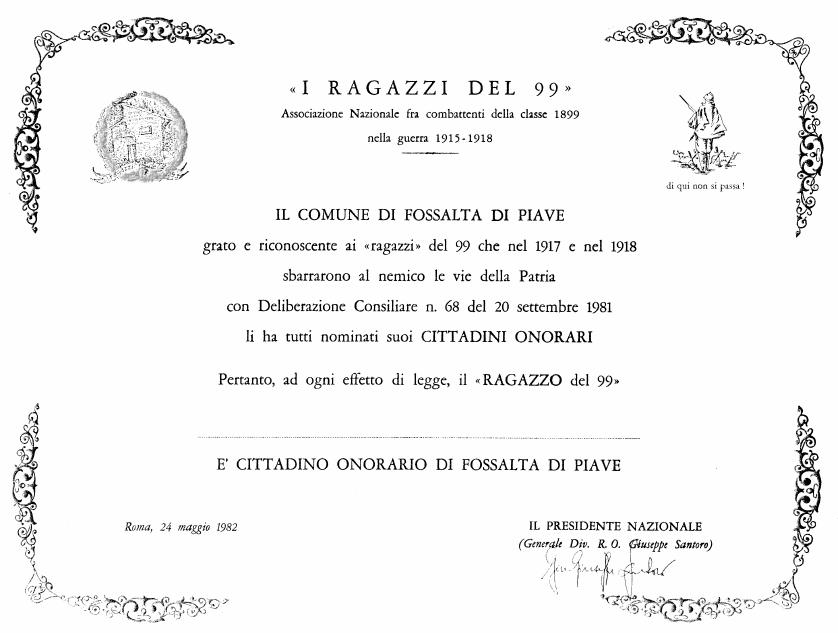
Diploma di Cittadino Onorario del Comune di Fossalta di Piave per i "Ragazzi del '99". Esiste una nuova versione degli Anni 2000 del Diploma (qui in Link).

Nel 1981 i "Ragazzi del '99" tennero a Fossalta di Piave un raduno nazionale, tornando nei luoghi di battaglia 65 anni dopo ed inaugurarono un cippo sull'Argine Regio, dove più violenti furono i combattimenti. Sempre sull'Argine Regio eressero un "Monumento Battistero", quale segno perenne di pace, di riconciliazione e di fratellanza.
Per l'occasione il Comune di Fossalta di Piave, con Deliberazione Consiliare nº 68 del 20 settembre 1981, nominò tutti i Ragazzi del '99 suoi Cittadini Onorari, ad ogni effetto di legge, con la seguente motivazione: «grato e riconoscente ai "ragazzi" del '99 che nel 1917 e nel 1918 sbarrarono al nemico le vie della Patria».
"I Ragazzi del '99" Associazione Nazionale fra combattenti della Classe 1899 nella Guerra 1915-1918 il 24 maggio 1982 per l'occasione predispose un diploma d'onore per tale conferimento di cittadinanza onoraria.
Il 23 giugno 1983 fu inaugurato il "Monumento Battistero" e promossa l'annuale "Giornata della Pace", realizzata dal comune di Fossalta di Piave.

## L'Associazione Nazionale "I Ragazzi del '99"
Al termine della prima guerra mondiale, un gruppo di reduci della classe del 1899 decise di dar vita ad un proprio sodalizio, con il compito di onorare e di custodire la memoria dei ragazzi del '99. Nonostante la contrarietà di alcuni che ritenevano necessaria la confluenza in un'unica grande associazione di reduci, la prima Sezione fu aperta e costituita nel 1921. Il nome scelto fu "I Ragazzi del '99" Associazione Nazionale fra combattenti della Classe 1899 nella Guerra 1915-1918, utilizzando per simbolo la riproduzione dipinta della celebre casa sbrecciata di Sant'Andrea di Barbarana di San Biagio di Callalta con il testo "Tutti eroi! O il Piave o tutti accoppati!".
L'Associazione è tuttora presente in alcune città come Bassano del Grappa, Roma, Milano, Brescia e Novara dove continua nell'opera di custodia e di raccolta dei figli e nipoti dei celebri ragazzi del '99, partecipando alle cerimonie ufficiali. La presidenza nazionale è oggi affidata a Benito Panariti. Come altre associazioni combattentistiche e d'arma l'Associazione Nazionale "I Ragazzi del '99" è collocata sotto il controllo del Ministero della Difesa.

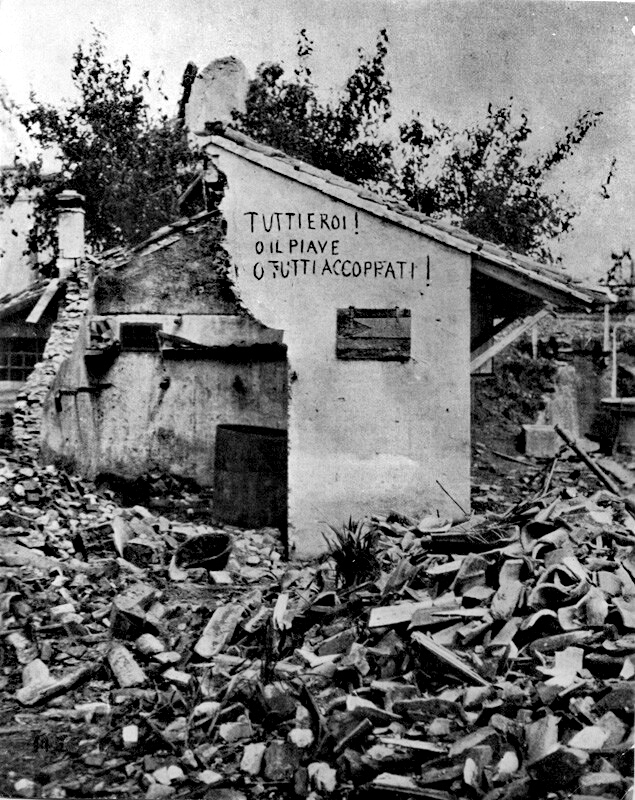
La casa sbrecciata con la famosa scritta patriottica nella frazione di Sant'Andrea di Barbarana di San Biagio di Callalta durante la Grande Guerra.